# Aerosteon riocoloradensis
Aerosteon riocoloradensis (gr., “huesos de aire del Río Colorado”) es la única especie conocida del género extinto Aerosteon de dinosaurio terópodo megarraptórido que vivió a finales del período Cretácico, hace aproximadamente 84 millones de años en el Santoniense, en lo que es hoy Sudamérica. Sus huesos muestran evidencia de un sistema respiratorio similar al de un ave. Debido a esto es que su nombre se puede traducir como el hueso de aire y deriva de griego ἀήρ, aer, "aire" y ὀστέον, ,osteon, "hueso". Aunque el nombre de la especie se publicó originalmente como "A. riocoloradensis", ὀστέον griega de género neutro, por lo que de acuerdo con el ICZN el nombre de la especie debería ser A. riocoloradens.

## Descripción
Aerosteon era un dinosaurio carnívoro de 9 metros de largo, cuyos fósiles muestran evidencia de haber poseído un sistema respiratorio como el de las aves, que lo habría ayudado a regular la temperatura corporal y a mantenerlo estable mientras perseguía a sus presas. Los restos encontrados incluyen un diente solamente, algunos huesos craneales, varias vértebras, tanto completas como incompletas, del cuello, espalda y sacro, varias costillas cervicales y dorsales, gastralias, fúrcula, escapulo-coracoides izquierdo, ilion izquierdo, los pubis derecho e izquierdo. Los huesos indican que no se trataría de un ejemplar completamente desarrollado.

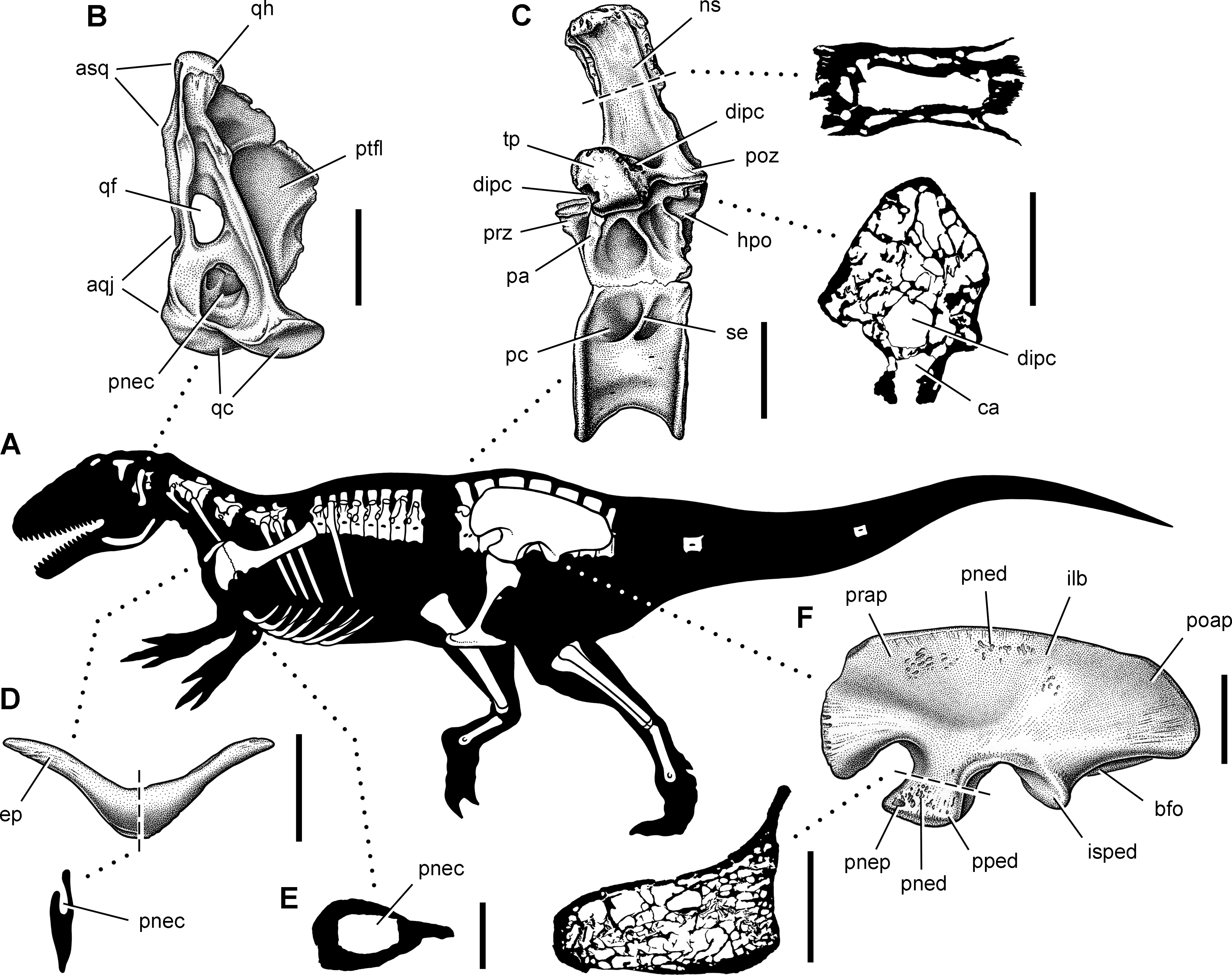
Características neumáticas de A. riocoloradensis.

Algunos huesos de Aerosteon tenían cavidades con aire, incluyendo el ahuecamiento neumático de la espoleta y del ilion, y neumatización de varias gastralia, sugiriendo que pudo haber tenido un sistema de sacos aéreos similar al de las aves. Estos sacos de aire habrían actuado como los fuelles, moviendo el aire dentro y fuera del animal a través de los pulmones relativamente inflexibles, a diferencia de los pulmones que se expanden y contraen como ocurre en los mamíferos. Paul Sereno teorizó que este sistema respiratorio pudo haberse desarrollado para asistir con la termorregulación del cuerpo y fue modificado más adelante para respirar.

## Descubrimiento e investigación
Sus restos fueron hallados en 1996 a orillas del Río Colorado, en Cañadón Amarillo, en sedimentos de la Formación Río Colorado, Malargüe, provincia de Mendoza, Argentina, por un equipo de científicos dirigidos por el paleontólogo estadounidense Paul Sereno. Su nombre está formado por las palabras en griego ἀήρ, aeros, "aire" + ὀστέον,. osteon, "hueso" y hace referencia a que poseía sacos aéreos similares a los de las aves; el nombre de la especie A. riocoloradensis alude al lugar donde fuera encontrado. Además del holotipo MCNA-PV-3137, el esqueleto más completo, se han referido al género, MCNA-PV-3075, MCNA-PV-3112, ambos huesos de la mano y MCNA-PV-3138, MCNA-PV-313 del pie.
Aerosteon fue descrito originalmente por Sereno et al. en un artículo que apareció en la publicación en línea PLoS ONE en septiembre de 2008. Sin embargo, por entonces el Código Internacional de Nomenclatura Zoológica (ICZN) no reconoció la publicación en Internet de nombres para nuevas especies como válidas a menos que se produjeran copias impresas que fueran distribuidas a varias bibliotecas y otras instituciones académicas, y esta acción debía constar en el propio artículo. PLoS ONE inicialmente no cumplió con este requerimiento para Aerosteon. El 21 de mayo de 2009, el director editorial de la publicación coordinó con el ICZN la corrección del error, publicando un comentario al artículo original con una adenda indicando que los requisitos se habían cumplido a esa fecha. Por lo tanto, aunque la descripción apareció en 2008, Aerosteon no fue un nombre válido hasta 2009.

## Clasificación
Aerosteon no parece pertenecer a ninguno de los tres grupos de grandes terópodos conocidos de los continentes sureños por ese tiempo, ellos son Abelisauridae, Carcharodontosauridae y Spinosauridae. Al parecer formaría parte de un nuevo grupo o sería un superviviente tardío de los tetanuros basales. Sereno ha sugerido que podría pertenecer a la radiación evolutiva de los Allosauroidea del período Jurásico. En 2009 fue incluido en la nueva familia Neovenatoridae, cerca de Megaraptor ambos en el clado Megaraptora, junto además a Orkoraptor; estos tres taxones de Argentina, junto con Fukuiraptor de Japón y Australovenator de Australia. Novas et al. en posteriores análisis ubicaron a Megaraptora, incluyendo a Aerosteon, dentro de Tyrannosauroidea. Apesteguía coloco a los Megaraptores  como celurosaurianos basales por fuera de Tyrannosauroidea. En un estudio de 2016 Novas y colaboradores volvieron a colocar a los megarraptores dentro de Neovenatoridae.

### Filogenia
Cladograma según el análisis de Benson, Carrano y Brusatte del 2010.
|  | Australovenator |
|  |                 |
|  | ?Rapator        |
|  |                 |
|  | Fukuiraptor     |
|  |                 |

|  | Aerosteon  |
|  |            |
|  | Megaraptor |
|  |            |

|  | Australovenator |
|  |                 |
|  | ?Rapator        |
|  |                 |
|  | Fukuiraptor     |
|  |                 |

|  | Aerosteon  |
|  |            |
|  | Megaraptor |
|  |            |

|  | Australovenator |
|  |                 |
|  | ?Rapator        |
|  |                 |
|  | Fukuiraptor     |
|  |                 |

|  | Aerosteon  |
|  |            |
|  | Megaraptor |
|  |            |

|  | Australovenator |
|  |                 |
|  | ?Rapator        |
|  |                 |
|  | Fukuiraptor     |
|  |                 |

|  | Aerosteon  |
|  |            |
|  | Megaraptor |
|  |            |

|  | Australovenator |
|  |                 |
|  | ?Rapator        |
|  |                 |
|  | Fukuiraptor     |
|  |                 |

|  | Aerosteon  |
|  |            |
|  | Megaraptor |
|  |            |

|  | Australovenator |
|  |                 |
|  | ?Rapator        |
|  |                 |
|  | Fukuiraptor     |
|  |                 |

|  | Aerosteon  |
|  |            |
|  | Megaraptor |
|  |            |

|  | Australovenator |
|  |                 |
|  | ?Rapator        |
|  |                 |
|  | Fukuiraptor     |
|  |                 |

|  | Aerosteon  |
|  |            |
|  | Megaraptor |
|  |            |

|  | Australovenator |
|  |                 |
|  | ?Rapator        |
|  |                 |
|  | Fukuiraptor     |
|  |                 |

|  | Aerosteon  |
|  |            |
|  | Megaraptor |
|  |            |

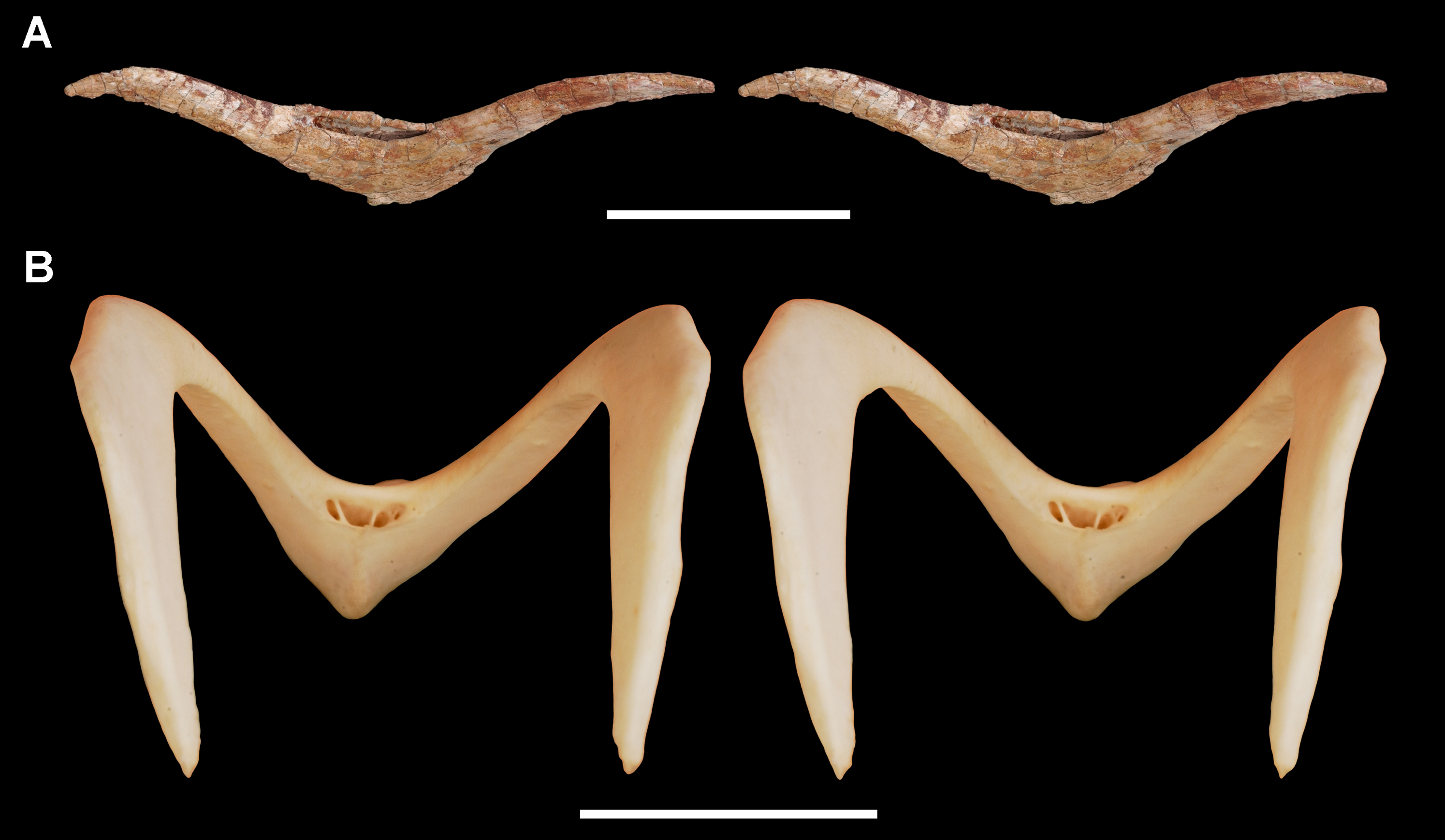
Fúrcula de A. riocoloradensis (A) y de Anseranas semipalmata.

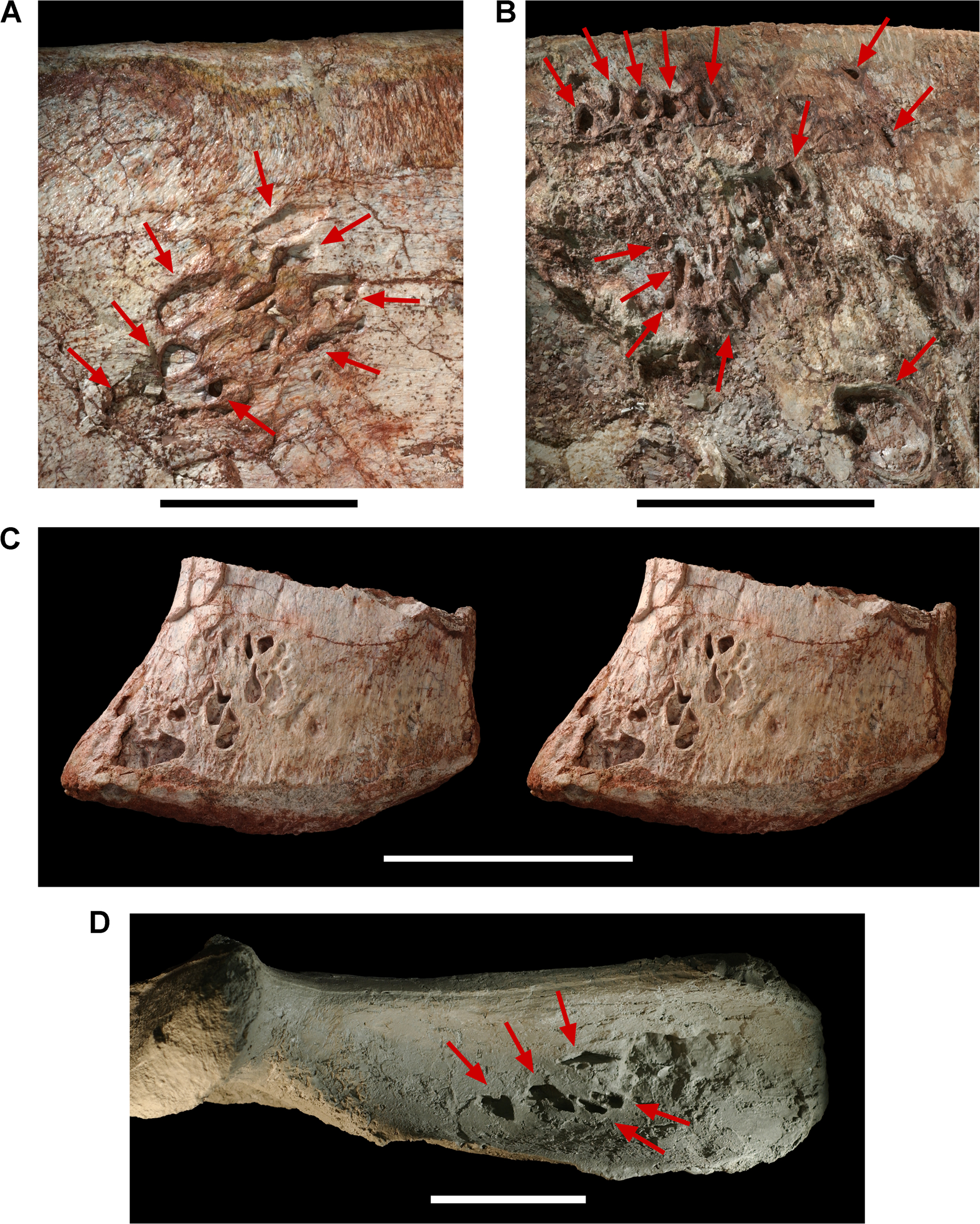
Orificios de los sacos aéreos en el ilion izquierdo de A. riocoloradensis (A a D).

Cladograma mostrando el análisis de Porfiri et al., 2014
| unnamed        | Fukuiraptor |
|                | Fukuiraptor |
| Megaraptoridae | \| \| Australovenator \| \| \| \| \| unnamed \| Aerosteon \| \| \| Aerosteon \| \| \| ?Orkoraptor \| \| \| \| \| \| Eotyrannus \| \| \| \| \| \| Megaraptor \| \| \| \| |
|                | \| \| Australovenator \| \| \| \| \| unnamed \| Aerosteon \| \| \| Aerosteon \| \| \| ?Orkoraptor \| \| \| \| \| \| Eotyrannus \| \| \| \| \| \| Megaraptor \| \| \| \| |
|                | Australovenator |
|                | |
| unnamed        | Aerosteon |
|                | Aerosteon |
|                | ?Orkoraptor |
|                | |
|                | Eotyrannus |
|                | |
|                | Megaraptor |
|                | |

|         | Australovenator |
|         |                 |
| unnamed | Aerosteon       |
|         | Aerosteon       |
|         | ?Orkoraptor     |
|         |                 |
|         | Eotyrannus      |
|         |                 |
|         | Megaraptor      |
|         |                 |

Cladograma según el análisis de Coria y Currie de 2016. Un estudio publicado más tarde en 2010 encontró que el terópodo australiano Rapator sería un megarraptorano extremadamente  similar a Australovenator.
|  | Fukuiraptor     |
|  |                 |
|  | Australovenator |
|  |                 |

|  | Megaraptor  |
|  |             |
|  | Murusraptor |
|  |             |
|  | Aerosteon   |
|  |             |
|  | Orkoraptor  |
|  |             |

|  | Fukuiraptor     |
|  |                 |
|  | Australovenator |
|  |                 |

|  | Megaraptor  |
|  |             |
|  | Murusraptor |
|  |             |
|  | Aerosteon   |
|  |             |
|  | Orkoraptor  |
|  |             |

|  | Fukuiraptor     |
|  |                 |
|  | Australovenator |
|  |                 |

|  | Megaraptor  |
|  |             |
|  | Murusraptor |
|  |             |
|  | Aerosteon   |
|  |             |
|  | Orkoraptor  |
|  |             |

|  | Fukuiraptor     |
|  |                 |
|  | Australovenator |
|  |                 |

|  | Megaraptor  |
|  |             |
|  | Murusraptor |
|  |             |
|  | Aerosteon   |
|  |             |
|  | Orkoraptor  |
|  |             |

|  | Fukuiraptor     |
|  |                 |
|  | Australovenator |
|  |                 |

|  | Megaraptor  |
|  |             |
|  | Murusraptor |
|  |             |
|  | Aerosteon   |
|  |             |
|  | Orkoraptor  |
|  |             |

|  | Fukuiraptor     |
|  |                 |
|  | Australovenator |
|  |                 |

|  | Megaraptor  |
|  |             |
|  | Murusraptor |
|  |             |
|  | Aerosteon   |
|  |             |
|  | Orkoraptor  |
|  |             |

|  | Fukuiraptor     |
|  |                 |
|  | Australovenator |
|  |                 |

|  | Megaraptor  |
|  |             |
|  | Murusraptor |
|  |             |
|  | Aerosteon   |
|  |             |
|  | Orkoraptor  |
|  |             |

|  | Fukuiraptor     |
|  |                 |
|  | Australovenator |
|  |                 |

|  | Megaraptor  |
|  |             |
|  | Murusraptor |
|  |             |
|  | Aerosteon   |
|  |             |
|  | Orkoraptor  |
|  |             |

|  | Fukuiraptor     |
|  |                 |
|  | Australovenator |
|  |                 |

|  | Megaraptor  |
|  |             |
|  | Murusraptor |
|  |             |
|  | Aerosteon   |
|  |             |
|  | Orkoraptor  |
|  |             |

|  | Fukuiraptor     |
|  |                 |
|  | Australovenator |
|  |                 |

|  | Megaraptor  |
|  |             |
|  | Murusraptor |
|  |             |
|  | Aerosteon   |
|  |             |
|  | Orkoraptor  |
|  |             |

|  | Fukuiraptor     |
|  |                 |
|  | Australovenator |
|  |                 |

|  | Megaraptor  |
|  |             |
|  | Murusraptor |
|  |             |
|  | Aerosteon   |
|  |             |
|  | Orkoraptor  |
|  |             |

|  | Fukuiraptor     |
|  |                 |
|  | Australovenator |
|  |                 |

|  | Megaraptor  |
|  |             |
|  | Murusraptor |
|  |             |
|  | Aerosteon   |
|  |             |
|  | Orkoraptor  |
|  |             |

|  | Fukuiraptor     |
|  |                 |
|  | Australovenator |
|  |                 |

|  | Megaraptor  |
|  |             |
|  | Murusraptor |
|  |             |
|  | Aerosteon   |
|  |             |
|  | Orkoraptor  |
|  |             |

|  | Fukuiraptor     |
|  |                 |
|  | Australovenator |
|  |                 |

|  | Megaraptor  |
|  |             |
|  | Murusraptor |
|  |             |
|  | Aerosteon   |
|  |             |
|  | Orkoraptor  |
|  |             |

|  | Fukuiraptor     |
|  |                 |
|  | Australovenator |
|  |                 |

|  | Megaraptor  |
|  |             |
|  | Murusraptor |
|  |             |
|  | Aerosteon   |
|  |             |
|  | Orkoraptor  |
|  |             |

|  | Fukuiraptor     |
|  |                 |
|  | Australovenator |
|  |                 |

|  | Megaraptor  |
|  |             |
|  | Murusraptor |
|  |             |
|  | Aerosteon   |
|  |             |
|  | Orkoraptor  |
|  |             |